# Týr (band)

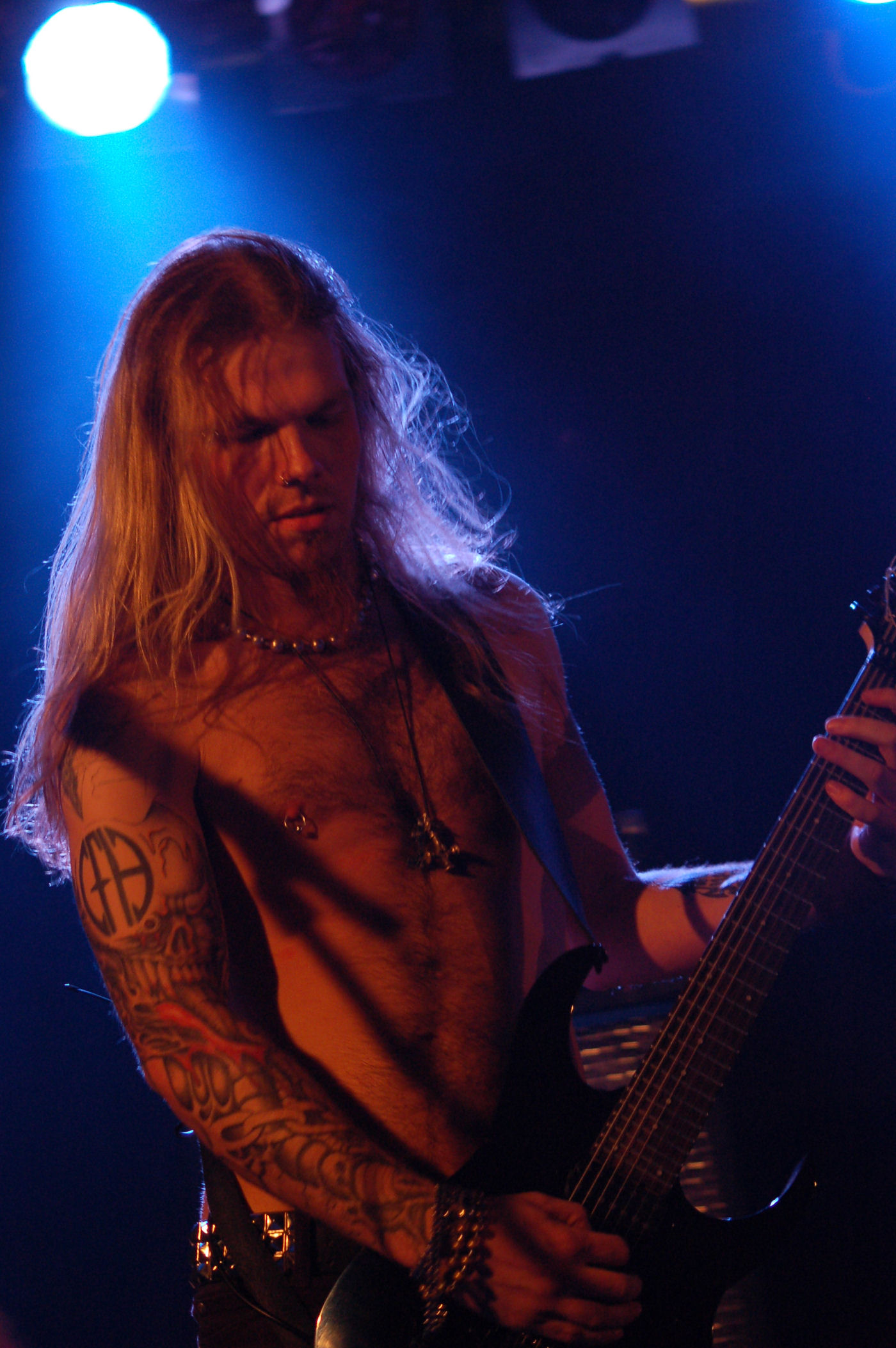
Gitarist Terji Skibenæs op Metalmania 2007

Týr (uitspraak: Toeir, [tʰʊɪːɹ]) is een Faeröerse folk-/vikingmetalband. De nummers van de band gaan vrijwel uitsluitend over de Noordse mythologie. De band zingt haar liederen in het Faeröers en Engels. De band vernoemt zichzelf naar de Oud-Noordse god Týr.

## Discografie

### Albums
- How Far to Asgaard (januari 2002)
- Eric the Red (27 juni 2003)
  - Heruitgave op 24 maart 2006 - met "God of War" en "Hail to the Hammer"; beide van de demo
- Ragnarok (22 september 2006; 10 oktober in Noord-Amerika)
- Land (30 mei 2008)
- By the Light of the Northern Star (29 mei 2009)
- The Lay of Thrym (27 mei 2011)
- Valkyrja (17 september 2013)
- Hel (8 maart 2019)
- Battle Ballads (12 april 2024)

### Ep's/demo's/singles
- Demo (2000)
- Ólavur Riddararós (oktober 2002)

### Compilaties
- Tutl 25 ár - Live 2002
- The Realm of Napalm Records (cd/dvd) (Op dvd, nummer #17 "Regin Smiður" en #18 "Hail to the Hammer") (Op cd, nummer #13 "Regin Smiður") (2006)
- Pagan Fire (cd/dvd) (Op dvd, #3 - "Regin Smiður") (2008)

### Video's
- "Hail to the Hammer" (2002)
- "Ormurin Langi" (2002)
- "Regin Smiður" (2003)
- "Hold The Heathen Hammer High" (2009)
- "Lay of our Love" (2013)